# Cyclocosmia siamensis
Espèce
Cyclocosmia siamensis est une espèce d'araignées mygalomorphes de la famille des Halonoproctidae.

## Distribution
Cette espèce se rencontre en Thaïlande et au Laos.
Sa présence est incertaine en Birmanie.

## Description
La femelle holotype mesure 26,9 mm et le mâle paratype 22,8 mm.

## Étymologie
Son nom d'espèce, composé de siam et du suffixe latin -ensis, « qui vit dans, qui habite », lui a été donné en référence au lieu de sa découverte, le Siam.

## Publication originale
- Schwendinger, 2005 : Two new Cyclocosmia (Araneae: Ctenizidae) from Thailand. Revue suisse de Zoologie, vol. 112, no 1, p. 225-252 (texte intégral).